# Українська зернова асоціація
Українська зернова асоціація (УЗА) —  об’єднання виробників, переробників та експортерів зерна, що створена 1997 року та має на меті захист законних спільних інтересів своїх членів, сприяння формуванню та розвитку ринку зерна в Україні, утворення необхідних організаційних умов для взаємодії своїх членів.
Українська зернова асоціація тривалий час була партнером Європейської бізнес асоціації та Американської торговельної палати (англ. American Chamber of Commerce), а з 2017 року стала членом Міжнародної зернової торговельної коаліції (IGTC).
Першими компаніями, які ввійшли до УЗА, були Нібулон, Cargill, Nidera, Glencore. Станом на 2017 рік членами УЗА були компанії, що разом експортували близько 90% українського зерна.
2018 року асоціація була визнана найефективнішою серед організацій, що представляють інтереси бізнесу в діалозі з органами влади.
Одним із найважливіших досягнень асоціації її члени вважають просування України як ключового гравця на ринку продовольства у світі: український експорт зернових зріс із 1,5 млн тонн (1997 року) до 47 млн. тонн (2017 року), а виробництво за той же період збільшилося з 22 млн тонн до 70 млн тонн на рік.